# Salamandra algira
Espèce
Synonymes
- Salamandra maculosa var. algira Bedriaga, 1883
- Salamandra algira spelaea Escoriza & Comas, 2007
- Salamandra algira tingitana Donaire-Barroso & Bogaerts, 2003
- Salamandra tingitana Donaire-Barroso & Bogaerts, 2003

Statut de conservation UICN

 VU B1ab(iii)+2ab(iii) : Vulnérable
Salamandra algira est une espèce d'urodèles de la famille des Salamandridae.
En français, elle est nommée Salamandre algire, Salamandre nord-africaine, Salamandre maghrébine ou Salamandre tachetée, par ailleurs « Salamandre tachetée » est généralement attribué à l'espèce Salamandra salamandra, bien que Salamandra algira possède également le motif de points jaunes sur un corps noir.

## Répartition

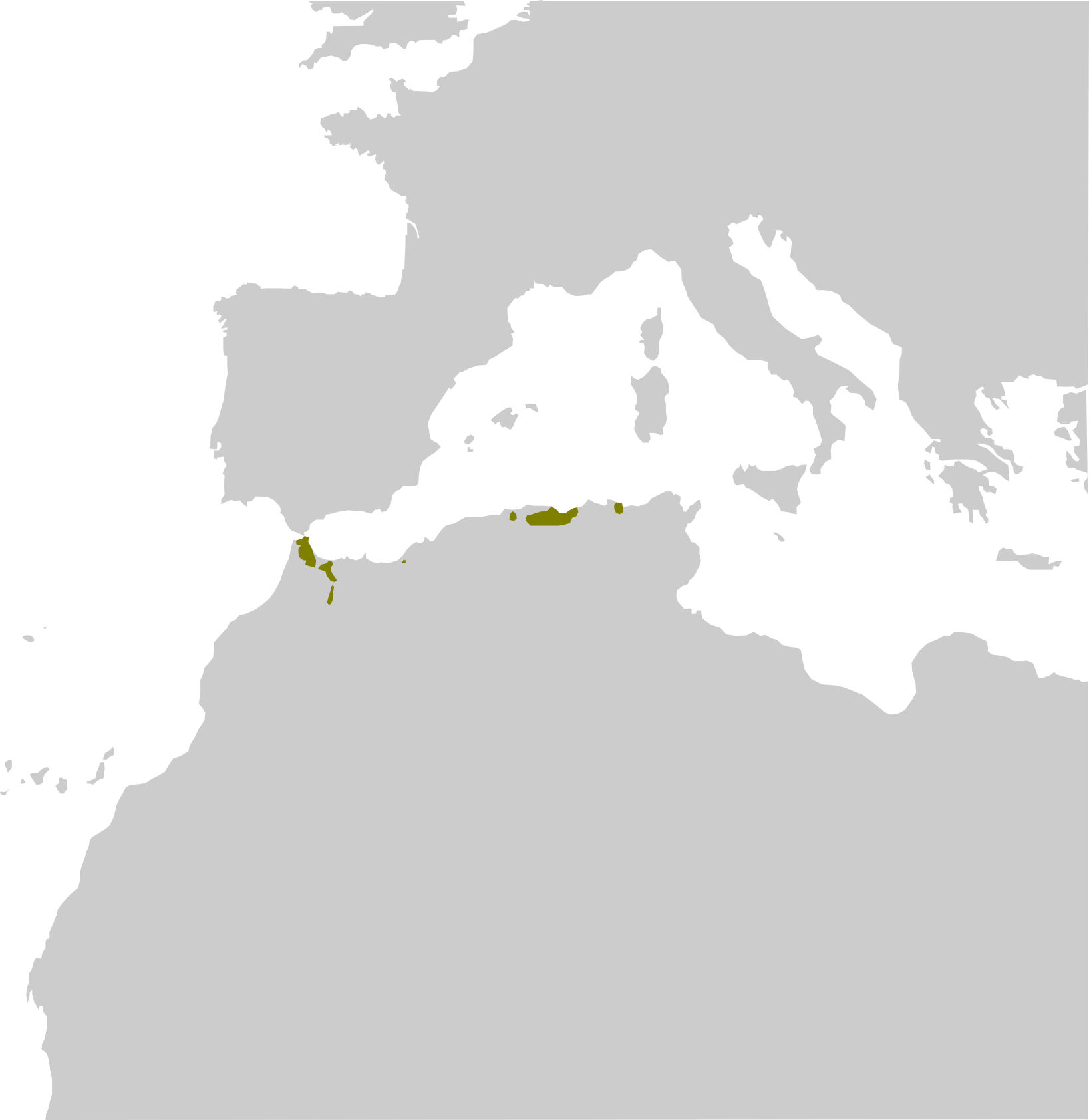
Répartition de l'espèce.

Cette espèce se rencontre jusqu'à 2 450 m d'altitude dans le nord de l'Algérie, le Nord-Est du Maroc et à Ceuta. Elle semble éteinte de Tunisie.

## Description
Cette espèce mesure jusqu'à 230 mm.

## Étymologie
Cette espèce est nommée en référence au lieu de sa découverte, l'Algérie.

## Publications originales
- Bedriaga, 1883 : Beiträge zur Kenntniss der Amphibien und Reptilien der Fauna von Corsika. Archiv für Naturgeschichte, Berlin, vol. 49, p. 124-273 (texte intégral).
- Escoriza & Comas, 2007 : Description of a new subspecies of Salamandra algira Bedriaga, 1883 (Amphibia: Salamandridae) from the Beni Snassen massif (Northeast Morocco). Salamandra, vol. 43, p. 77-90 (texte intégral).